# Franzosengraben (Sickersbach)
Der Franzosengraben ist ein Bach im Steigerwaldvorland, der nach einem etwa 3 km langen, im Wesentlichen nordwestlichen Lauf in Sickershausen von rechts in den Sickersbach mündet. Der Bach entspringt auf dem Gemeindegebiet von Mainbernheim im unterfränkischen Landkreis Kitzingen und mündet auf dem Gebiet des Stadtteils Sickershausen der Großen Kreisstadt Kitzingen. Der Franzosengraben ist ein ganzjähriges Fließgewässer 3. Ordnung.

## Geographie

### Verlauf

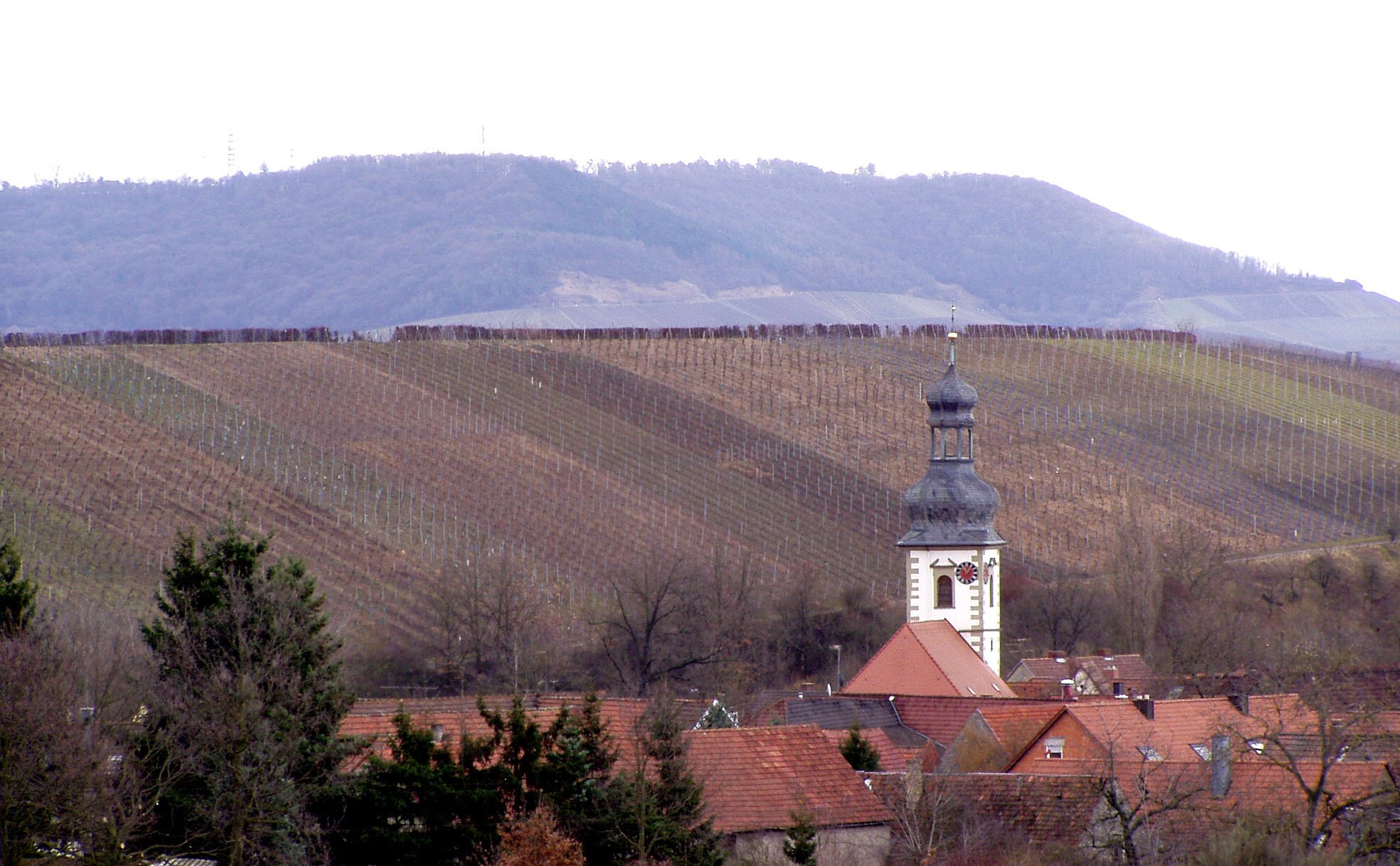
Mündungsgebiet des Franzosengrabens zwischen Kirche und Weinberg

Der Franzosengraben entspringt auf etwa 215 m ü. NHN in der flachen Talaue westlich der Stadtmauer von Mainbernheim, durch die auch die B 8 und der Sickersbach ziehen. Entlang von Wegen verläuft der Bach anfangs durch aufgelockerte Bebauung, später durch offene, landwirtschaftlich genutzte Fluren in der Hauptsache nordwestlich. 
Nach etwa 1 km fließt von rechts der etwa 1,6 km lange Zeiselgraben zu, der nördlich von Mainbernheim auf 247 m ü. NHN entspringt; dieser läuft begleitet von Feldwegen in wenig eingetiefter, natürlicher Mulde und entwässert die umliegenden Ackerflächen. Er zieht anfangs kurz nach Nordwest, dann aber längstenteils in südwestlicher Richtung.
Der Franzosengraben läuft nach diesem Zufluss mit leichten Windungen etwa westwärts, teilweise fast unsichtbar oder verrohrt durch offene Landschaft. Nach dem Wechsel auf das Stadtgebiet Kitzingens ändert sich das Umfeld: Das Tal schneidet sich stärker in die Landschaft ein, nördlich liegen nun Weinberge, südlich der Stadtteil Sickershausen. Durch von Büschen und Bäumen bestandenes Terrain nähert sich der Franzosengraben im sich verengenden Tal immer mehr dem Sickersbach an, dem er auf etwa 198 m ü. NHN nordöstlich des Ortszentrums von Sickershausen auf dem Gebiet einer ehemaligen Mühle von rechts zufließt.
Der Franzosengraben hat auf einer Länge von 2,7 km ein absolutes Gefälle von etwa 17 Höhenmetern und damit ein mittleres Sohlgefälle von etwa 6 ‰.

### Einzugsgebiet
Es umfasst etwa 2,5 km² und liegt in der Mainbernheimer Ebene, einem Unterraum der Kitzinger Mainebene vor dem westlichen Steigerwald im Unterraum Steigerwaldvorland des Naturraums Mainfränkische Platten. Die höchste Erhebung im Einzugsgebiet liegt östlich des Zeiselgrabens und hat eine Höhe von 316 m ü. NHN.
Geologisch liegt das Einzugsgebiet im Unterkeuper.

### Zuflüsse und Seen
Liste der Zuflüsse und  Seen von der Quelle zur Mündung. Ggf. mit Gewässerlänge, Seefläche und Einzugsgebiet und Höhe. Andere Quellen für die Angaben sind vermerkt.
- Zeiselgraben, von rechts auf etwa 208 m ü. NHN, ca. 1,6 km. Entspringt nördlich von Mainbernheim auf 247 m ü. NHN. an der Gemeindegrenze zu Rödelsee.

### Flusssystem Main
- Liste der Nebenflüsse des Mains

### BayernAtlas („BA“)
Amtliche Online-Gewässerkarte mit passendem Ausschnitt und den hier benutzten Layern: Lauf und Einzugsgebiet des Franzosengrabens

Allgemeiner Einstieg ohne Voreinstellungen und Layer: BayernAtlas der Bayerischen Staatsregierung (Hinweise)
1. 1 2 3 4  Höhe abgefragt auf dem Hintergrundlayer Amtliche Karte (Rechtsklick).
2. ↑  Höhe nach schwarzer Beschriftung auf dem Hintergrundlayer Amtliche Karte.
3. ↑  Geologie nach dem Layer Geologischen Karte 1:500.000.
4. ↑  Länge abgemessen auf dem Hintergrundlayer Amtliche Karte.
5. ↑  Seefläche abgemessen auf dem Hintergrundlayer Amtliche Karte.
6. ↑  Einzugsgebiet abgemessen auf dem Hintergrundlayer Amtliche Karte.

### Gewässerverzeichnis Bayern („GV“)
1. ↑  Länge nach: Verzeichnis der Bach- und Flussgebiete in Bayern – Flussgebiet Main, Seite 70 des Bayerischen Landesamtes für Umwelt, Stand 2016 (PDF; 3,3 MB) (Seitenzahl kann sich ändern.)
2. ↑  Einzugsgebiet nach: Verzeichnis der Bach- und Flussgebiete in Bayern – Flussgebiet Main, Seite 70 des Bayerischen Landesamtes für Umwelt, Stand 2016 (PDF; 3,3 MB) (Seitenzahl kann sich ändern.)

### Sonstige
1. ↑  Karl Albert Habbe: Die naturräumlichen Einheiten auf Blatt 153 Bamberg – Ein Problembündel und ein Gliederungsvorschlag. In: Mitteilungen der Fränkischen Geographischen Gesellschaft 2003/2004, S. 55–102 (PDF-Download)